# Verb reflexiu
Un verb reflex o reflexiu és aquell que expressa una acció en què subjecte (qui la fa) i complement directe (en qui recau) són iguals. Aquest concepte és morfològic, sintàctic i, alhora, semàntic. Hi ha verbs que poden ser, segons l'ús, reflexius o no. Per exemple, a «es moca» moca és reflexiu; en canvi, a «moca a son fill», no ho és. D'altres són reflexius per naturalesa, com per exemple atrevir-se.